# Seidenkuckucke
Die Seidenkuckucke (Coua) sind eine Gattung in Madagaskar endemischer Kuckucke (Cuculidae). Sie ähneln den afrikanischen Turakos (Musophagidae) und haben wie diese eine Zone nackter Haut um die Augen. Wie alle Kuckucke können sie ihre dritte Zehe sowohl nach vorne als auch nach hinten drehen. Drei der neun Arten leben in den Regenwäldern des östlichen Tieflandes, während die anderen sechs in den trockenen Regionen in Madagaskars Westen und Süden leben. Der kleinste Seidenkuckuck, der Gelbkehl-Seidenkuckuck (Coua cursor), erreicht ein Gewicht von 120 Gramm, während der Riesen-Seidenkuckuck (Coua gigas) bis zu 400 Gramm, schwer wird.

## Ernährung
Seidenkuckucke sind Allesfresser und ernähren sich von Früchten, Sämereien, Blättern, Baumsäften, Insekten, Spinnen, Amphibien und kleinen Reptilien. Coua caerulea scheint sich hauptsächlich von kleinen Echsen zu ernähren.

## Feinde
Zu den nachgewiesenen natürlichen Feinden der Seidenkuckucke zählen die Fossa (Cryptoprocta ferox), die Madagaskarhöhlenweih (Polyboroides radiatus) und der Madagaskarhabicht (Accipiter henstii). Am meisten werden die Vögel jedoch vom Menschen getötet, der Seidenkuckucke zum Verzehr mit Schlingen und Fallen nachstellt.

## Fortpflanzung
Seidenkuckucke sind keine Brutparasiten.

## Systematik
Traditionell wurden die Seidenkuckucke als eigene Unterfamilie Couinae klassifiziert. Seit 1997 werden sie aber zusammen mit asiatischen Kuckuckarten in die Unterfamilie Buntschnabelkuckucke (Phaenicophaeinae) gestellt, die in die Triben Couini für die Seidenkuckucke und Phaenicophaeini für die asiatischen Verwandten unterteilt wird. Phylogenetische Untersuchungen haben diese Verwandtschaft bestätigt. Sie zeigten auch, dass die Seidenkuckucke eine monophyletische Gruppe sind, die wiederum aus zwei Kladen besteht: eine, zu der die baumbewohnenden Arten Coua caerulea und Coua cristata zählen, und eine andere, zu der die großen, bodenbewohnenden Arten Coua cursor, Coua serriana, Coua reynaudii und Coua ruficeps zählen (Es wurden nur sechs von neun Arten untersucht).
Heute gibt es noch neun lebende Arten. Eine Art ist im 19. Jahrhundert ausgestorben, eine Unterart am Ende des 20. Jahrhunderts. Außerdem sind zwei Arten bekannt, die in vorgeschichtlicher Zeit ausgestorben sind.
- Blau-Seidenkuckuck (Coua caerulea (Linnaeus, 1766))
- Coquerel-Seidenkuckuck (Coua coquereli Grandidier A., 1867)
- Spitzschopf-Seidenkuckuck (Coua cristata (Linnaeus, 1766))
  - † Coua cristata maxima Milon, (nur vom Holotypus aus dem Jahre 1950 bekannt)
- Gelbkehl-Seidenkuckuck (Coua cursor Grandidier A., 1867)
- † Delalande-Seidenkuckuck (Coua delalandei Temminck, 1827) (ausgestorben im 19. Jahrhundert)
- Riesen-Seidenkuckuck (Coua gigas (Boddaert, 1783))
- Rotstirn-Seidenkuckuck (Coua reynaudii Pucheran, 1845)
- Weißkehl-Seidenkuckuck (Coua ruficeps Gray, G.R., 1846)
- Rotbrust-Seidenkuckuck (Coua serriana Pucheran, 1845)
- Breitschopf-Seidenkuckuck (Coua verreauxi Grandidier A., 1867)
- † Coua primaeva Milne-Edwards & Grandidier, 1895
- † Coua berthae Goodman & Ravoavy, 1993